# Newberymedaljen
Newberymedaljen (eller John Newbery-medaljen) (engelska: Newbery Medal) är ett amerikanskt litteraturpris som delas ut årligen av American Library Association. Priset ges till den mest framstående amerikanska barnboken ur föregående års utgivning. Medaljen har delats ut sedan 1922 och är därmed världens äldsta barnlitteraturpris.

## Pristagare
- 1922: The story of mankind av Henrik Willem van Loon
- 1923 The voyages of doctor Doolittle av Hugh Lofting
- 1924 The dark frigate av Charles Hawes
- 1925 Tales from silver lands av Charles Finger
- 1926 Shen of the sea av Arthur Bowie Chrisman
- 1927 Smoky, the cowhorse av Will James
- 1928 Gayneck, the story of a pigeon av Dhan Gopal Mukerij
- 1929 The trumpeter of Krakow av Eric P Kelly
- 1930 Hitty, her first hundred years av Rachel Field
- 1931 The cat who went to heaven av Elizabeth Coatsworth
- 1932 Waterless mountain av Laura Adams Armer
- 1933 Young Fu of the upper Yangtze av Elizabeth Lewis
- 1934 Invincible Louisa av Cornelia Meigs
- 1935 Dobry av Monica Shannon
- 1936 Caddie Woodlawn av Carol Ryrie Brink
- 1937 Roller skates av Ruth Sawyer
- 1938 The white stag av Kate Seredy
- 1939 Thimble summer av Elizabeth Enright
- 1940 Daniel Boone av James Daugherty
- 1941 Call it courage av Armstrong Sperry
- 1942 The matchlock gun av Walter D Edmonds
- 1943 Adam of the road av Elizabeth Janet Gray
- 1944 Johnny Tremain av Esther Forbes
- 1945 Rabbit Hill av Robert Lawson
- 1946 Strawberry girl av Louis Lenski
- 1947 Miss Hickory av Carolyn Sherwin Bailey
- 1948 The twenty-one ballons av William Péne du Bois
- 1949 King of the wind av Marguerite Henry
- 1950 The door in the wall av Marguerite de Angeli
- 1951 Amos Fortune, free man av Elizabeth Yates
- 1952 Ginger pye av Eleanor Estes
- 1953 Secret of the Andes av Ann Nolan Clark
- 1954 ... and now Miguel av Joseph Krumgold
- 1955 The wheel on the school av Meinderd DeJong
- 1956 Carry on, Mr. Bowditch av Jean Lee Latham
- 1957 Miracles on Maple Hill av Virginia Sorensen
- 1958 Rifles fo Watie av Harold Keith
- 1959 The witch of Blackbird Pond av Elizabeth George Speare
- 1960 Onion John av Joseph Krumgold
- 1961 Island of the blue dolphins av Scott O'Dell
- 1962 The bronze bow av Elizabeth George Speare
- 1963 A wrinkle in time av Madeleine L'Engle
- 1964 It's like this, Cat av Emily Cheney Neville
- 1965 Shadow of a bull av Maia Wojciechowska
- 1966 I, Juan de Pareja av Elizabeth Borton de Treviño
- 1967 Up a road slowly av Irene Hunt
- 1968 From the mixed-up files of Mrs. Basil E. Frankweiler av E L Konigsburg
- 1969 The high king av Lloyd Alexander
- 1970: Sounder av William H. Armstrong
- 1971: Summer of the Swans av Betsy Byars
- 1972: Mrs. Frisby and the Rats of NIMH av Robert C. O'Brien
- 1973: Julie of the Wolves av Jean Craighead George
- 1974: The Slave Dancer av Paula Fox
- 1975: M. C. Higgins, the Great av Virginia Hamilton
- 1976: The Grey King av Susan Cooper
- 1977: Roll of Thunder, Hear My Cry av Mildred D. Taylor
- 1978: Bridge to Terabithia av Katherine Paterson
- 1979: The Westing Game av Ellen Raskin
- 1980: A Gathering of Days: A New England Girl's Journal, 1830-1832 av Joan W. Blos
- 1981: Jacob Have I Loved av Katherine Paterson
- 1982: A Visit to William Blake's Inn: Poems for Innocent and Experienced Travelers av Nancy Willard
- 1983: Dicey's Song av Cynthia Voigt
- 1984: Dear Mr. Henshaw av Beverly Cleary
- 1985: The Hero and the Crown av Robin McKinley
- 1986: Sarah, Plain and Tall av Patricia MacLachlan
- 1987: The Whipping Boy av Sid Fleischman
- 1988: Lincoln: A Photobiography av Russell Freedman
- 1989: Joyful Noise: Poems for Two Voices av Paul Fleischman
- 1990: Number the Stars av Lois Lowry
- 1991: Maniac Magee av Jerry Spinelli
- 1992: Shiloh av Phyllis Reynolds Naylor
- 1993: Missing May av Cynthia Rylant
- 1994: The Giver av Lois Lowry
- 1995: Walk Two Moons av Sharon Creech
- 1996: The Midwife's Apprentice av Karen Cushman
- 1997: The View from Saturday av E.L. Konigsburg
- 1998: Out of the Dust av Karen Hesse
- 1999: Holes av Louis Sachar
- 2000: Bud, Not Buddy av Christopher Paul Curtis
- 2001: A Year Down Yonder av Richard Peck
- 2002: A Single Shard av Linda Sue Park
- 2003: Crispin: The Cross of Lead av Avi
- 2004: The Tale of Despereaux: Being the Story of a Mouse, a Princess, Some Soup, and a Spool of Thread av Kate DiCamillo
- 2005: Kira-Kira av Cynthia Kadohata
- 2006: Criss Cross av Lynne Rae Perkins
- 2007: The Higher Power of Lucky av Susan Patron, illus. av Matt Phelan
- 2008: Good Masters! Sweet Ladies! Voices from a Medieval Village av Laura Amy Schlitz
- 2009: The Graveyard Book av Neil Gaiman, illus. av Dave McKean
- 2010: When You Reach Me av Rebecca Stead
- 2011: Moon Over Manifest av Clare Vanderpool
- 2012: Dead End in Norvelt av Jack Gantos
- 2013: The One and Only Ivan av Katherine Applegate
- 2014: Flora & Ulysses: The Illuminated Adventures av Kate DiCamillo
- 2015: The Crossover av Kwame Alexander
- 2016: Last Stop on Market Street av Matt de la Peña
- 2017: The Girl Who Drank the Moon av Kelly Barnhill
- 2018: Hello, Universe av Erin Entrada Kelly
- 2019: Merci Suárez Changes Gears av Meg Medina
- 2020: New Kid av Jerry Craft
- 2021: When You Trap a Tiger av Tae Keller
- 2022: The Last Cuentista av Donna Barba Higuera